# 晉海

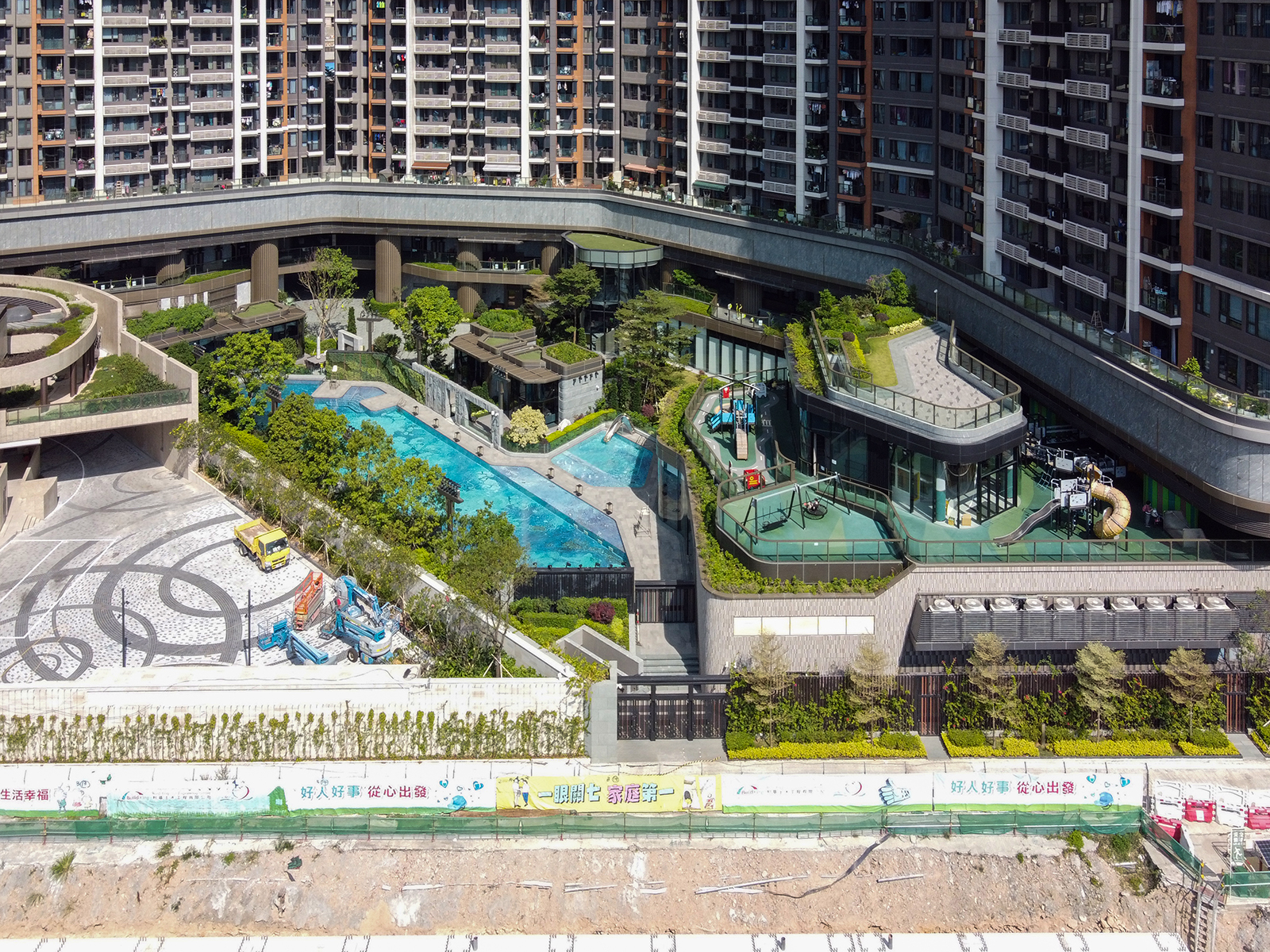
園林花園和50米室外池「水天池」

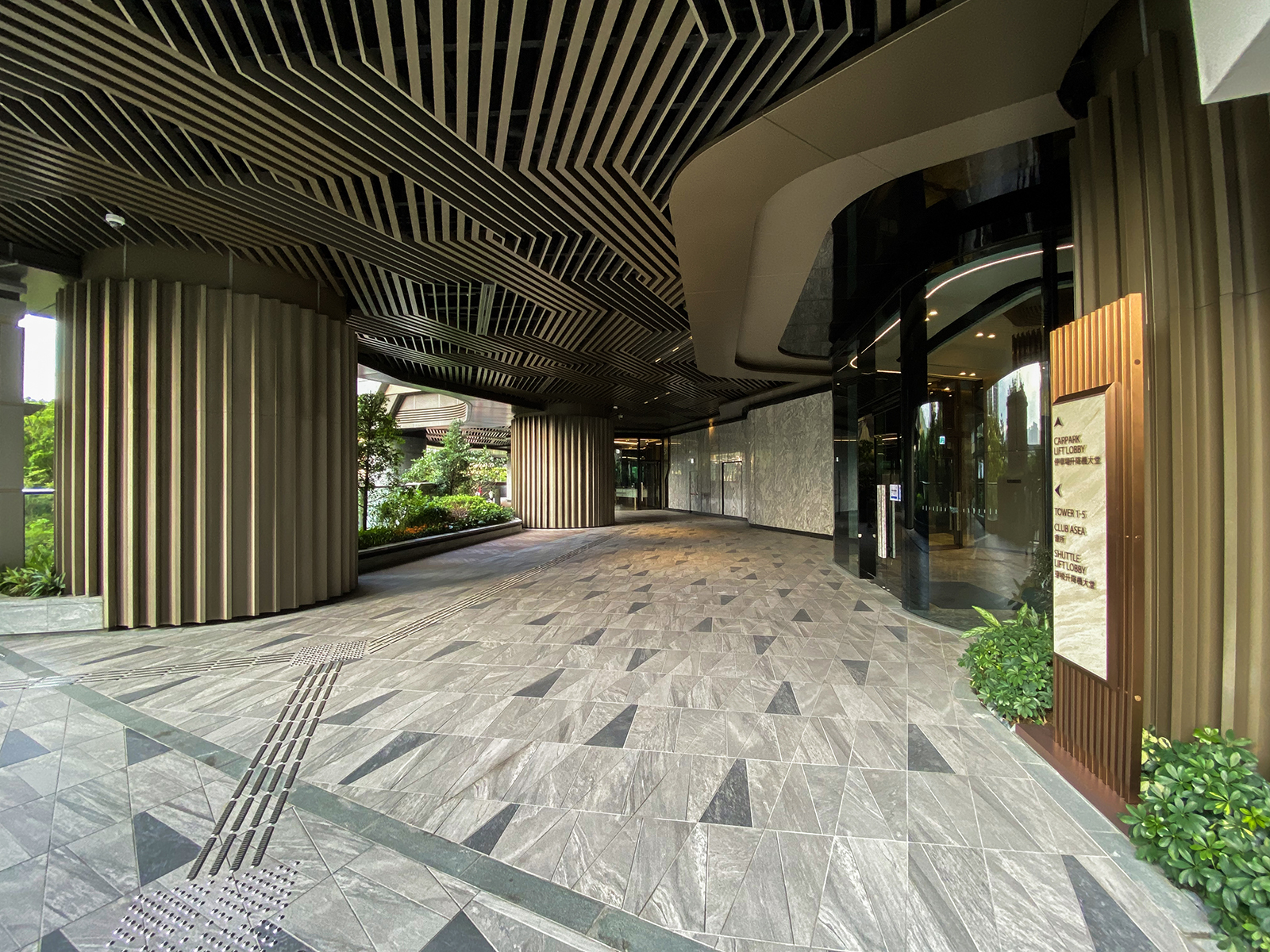
24小時行人通道

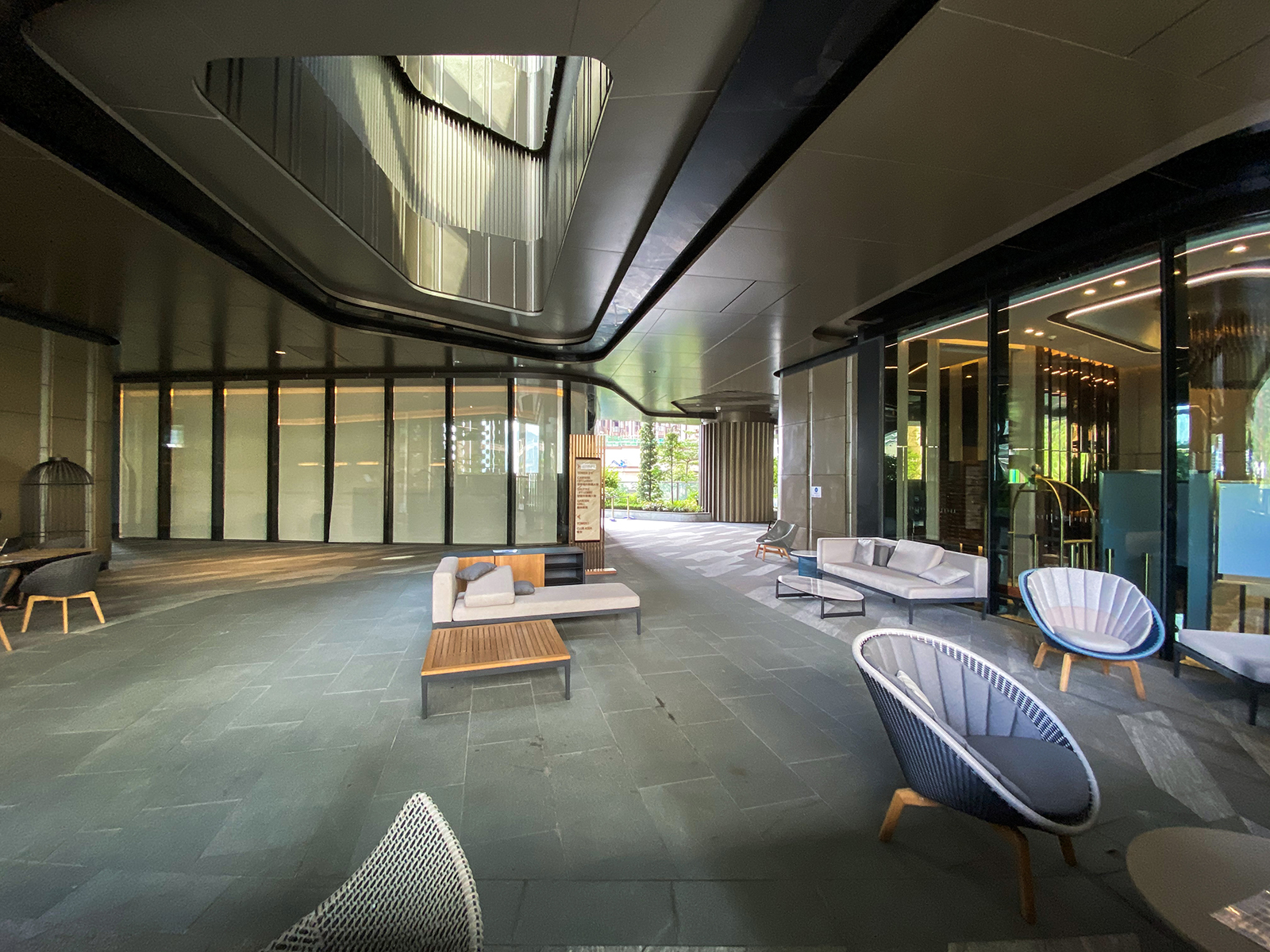
住宅範圍內的閒座區

晉海（英語：Wings at Sea）是一個香港新界將軍澳東南部的臨海私人住宅，是港鐵大型臨海住宅區日出康城第4期，由新鴻基地產及港鐵公司共同發展，項目分兩期發展，4A期名為「晉海」（Wing at Sea），4B期名為「晉海II」（Wings at Sea II），建築師為呂元祥建築師事務所，由新鴻基旗下怡輝建築有限公司承建，將於2019年第3季落成及入伙，分兩期發展，合共提供2,172個單位，包括日出康城首度供應的1房戶及頂層連空中泳池的特色戶，名為晉海天池屋。晉海會參考同區「天晉」系列二手呎價，折實呎價1.14萬至1.42萬元，高同區二手呎價約1成。項目於2017年9月開售，示範單位設於觀塘創紀之城五期東亞銀行中心12樓。
屋苑名稱因是繼新地於同區「天晉」系列後又一項目，加上位於臨海地段，故名為「晉海」。

## 住宅
項目分兩期發展，合共提供2,172個單位。

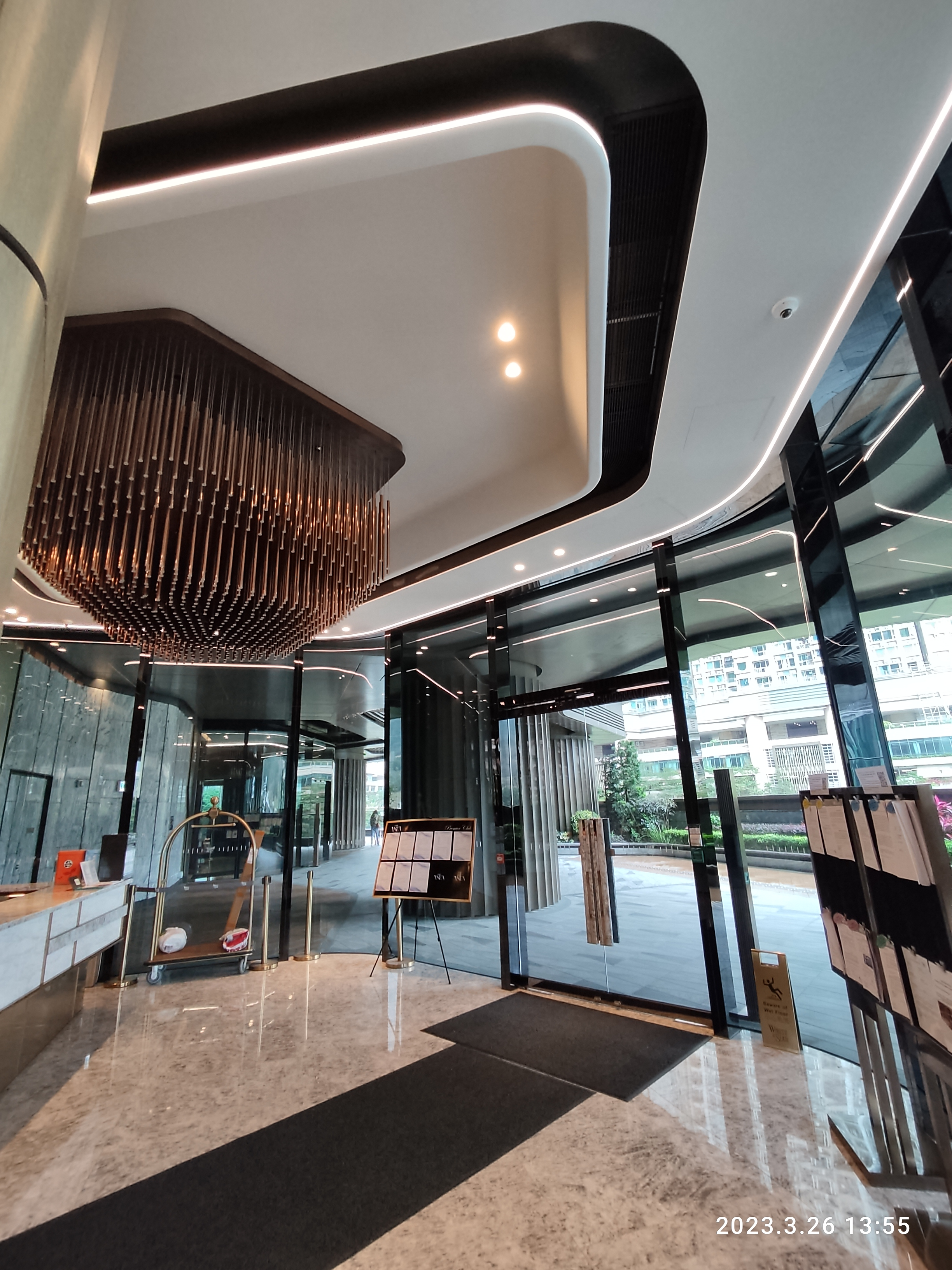
住宅大堂

4A期（第1及2座）由2座住宅大樓組成，命名「晉海」，各細分A、B兩翼，各設獨立電梯大堂，每座共設6部電梯，其中4部可直達地庫停車場，提供1,040伙單位。
4B期（第3及5座）由2座住宅大樓組成，命名「晉海II」，各細分A、B兩翼，各設獨立電梯大堂，每座共設6部電梯，其中4部可直達地庫停車場，提供1132伙單位，亦已在2017年6月申請預售，並於同年8月批售，預計入伙日期遲4A期2個月。
而根據項目廣告內的外觀模擬圖，本項目只有第5座會擁有2個隔火層，其餘樓宇（包括4A期內的1及2座，以及本期的3座）均只有一個隔火層。而晉海II（即3及5座單位），已於2017年10月中起加推。2018年3月28日成交紀錄冊顯示，晉海II（日出康城第IVB期）當日售出5A座53樓F室，實用面積343平方呎，屬於1房單位，以696.32萬售出，呎價20,301元，創日出康城1房呎價新高。晉海兩期住戶共用同一停車場，場內共設432個車位，車位與住宅比例約為1：6。

### 單位間隔
晉海單位間隔多元化，為日出康城首度提供一房戶、平台特色戶及頂層連空中泳池的特色戶。標準單位實用面積由337至1,172平方呎，包括:

#### 平台花園單位
一房至三房連觀景平台，外望將軍澳海灣及藍塘海峽海景或日出康城內園景。

#### 一房戶
實用面積由337至340平方呎，佔該期總供應約16.7%（即174伙），採用電磁爐。

#### 兩房戶
445伙，採用電磁爐，其中167伙採用獨立廚房，其餘兩房則採用開放式廚房，部分連儲物室。

#### 晉海大戶
最細之三房戶，實用面積623方呎，開放式廚房，採用電磁爐及氣體煮食爐混合設計。

#### 晉海大宅
三房連套房戶，實用面積701方呎，接連29平方呎露台，獨立長形廚房備有雪櫃、洗衣機、酒櫃等一系列家電設備，並有一個16平方呎工作平台。

#### 晉海至尊
三房連套房及多用途房另工作間連廁，實用面積841方呎，屬項目三房最大。

#### 晉海頂級四房
四房連套房及多用途房另工作間連廁，實用面積1,120方呎，連特大海景觀景平台。

#### 晉海天池屋
頂層連空中泳池的臨海特色戶，實用面積由1,172平方呎，屬項目最大面積單位，連空中天台920平方呎，連空中泳池，外望將軍澳海灣及藍塘海峽海景，招標發售。

### 景觀
景觀方面，由於晉海位處日出康城臨海地段，因此晉海1、2座向西、南單位可以外望將軍澳海灣及藍塘海峽海景，更可遠眺市區維港一帶景致。其餘單位則外望日出康城內園景，部分可享日出公園綠色景致，以及遠眺清水灣山景。

## 升降機服務
晉海升降機服務樓層列表（全部為迅達升降機）
第1座（產品型號：7000）
- 1部：升降機到達地庫2層至53樓各層
- 1部：升降機到達地庫2層至28樓及30樓至53樓各層
- 2部：升降機到達地庫2層至地庫1層、1樓至28樓及30樓至53樓各層
- 2部：升降機到達1樓至28樓及30樓至53樓各層

第2座（產品型號：7000）
- 1部：升降機到達地庫2層至55樓各層
- 1部：升降機到達地庫2層至28樓及30樓至55樓各層
- 2部：升降機到達地庫2層至地庫1層、1樓至28樓及30樓至55樓各層
- 2部：升降機到達1樓至28樓及30樓至55樓各層

第3座（產品型號：7000）
- 1部：升降機到達地庫2層至56樓各層
- 1部：升降機到達地庫2層至28樓及30樓至56樓各層
- 2部：升降機到達地庫2層至地庫1層、1樓至28樓及30樓至56樓各層
- 2部：升降機到達1樓至28樓及30樓至56樓各層

第5座（產品型號：7000）
- 1部：升降機到達地庫2層至59樓各層
- 1部：升降機到達地庫2層至28樓、30樓至48樓及50樓至59樓各層
- 2部：升降機到達地庫2層至地庫1層、1樓至28樓、30樓至48樓及50樓至59樓各層
- 2部：升降機到達1樓至28樓、30樓至48樓及50樓至59樓各層

基座（產品型號：5500MRL）
- 3部：升降機到達地庫2層至1樓
- 1部：升降機到達地下及1樓

備註：
1. 所有座數均不設4樓、13樓、14樓、24樓、34樓、44樓及54樓。
2. 第1座至第3座29樓為庇護層，第5座29樓及49樓為庇護層。
3. 所有座數住宅層由2樓開始。

## 設施

### 會所CLUB ASEA
「晉海」會所名為「Club ASEA」，「ASEA」意謂坐擁壯闊海景，配合項目期數迎海而建的優勢，喻意為住戶提供一個悠閒寫意的私人休憩空間。「Club ASEA」共設有兩層，特設充裕的悠閒活動空間，會所面積約42,110平方呎，連同公用花園及遊樂地方總面積超過10萬平方呎。

#### 海聚大堂
「Club ASEA」大堂設計靈感取自昇華的沿海悠然生活。會所「海聚大堂」配合高樓底設計和高雅的裝潢，設計盡現時尚品味。「鑽映雅座」(Arize Lounge)更為住戶打造專屬的尊尚休憩空間，讓住戶放下急促的都會節奏，感受「晉海」的愜意生活。

#### 池畔董事獨立別墅
「晉海」設有 3 間池畔專屬別墅，包括「爍海薈」(The Éclat)、「曜海薈」(The Élan)及「旭海薈」(The Elite)。 3 間專屬別墅配合高雅時尚的裝潢，提供多元化的空間讓住戶舉辦私人派對。池畔專屬別墅均備室內外空間，包括池畔按摩池和戶外閒座，當中「旭海薈」更特備戶外餐桌，讓住戶與親友一邊享用美饌，一邊暢聚歡談，品味度假心情。

#### 水天池、水光池
「Club ASEA」設有長約50米室外池「水天池」（Aqua Glare）、長約25米室內池「水光池」（Aqua Flare）和兒童嬉水池，讓住戶全天候盡情暢泳，並設有「水天閒座」，讓住戶一邊沐浴日光，一邊欣賞池畔景致，滿足住戶對優越生活享受的極致追求。

#### 園林烤宴
「晉海」亦設有其他戶外設施，包括「園林烤宴」，為住戶提供一個開揚的綠意空間，與親朋摯愛享受燒烤之樂，加上翠綠環繞的園林，住戶可盡享綠色生活空間。

#### 光動健身室
會所的「光動健身室」特設落地玻璃，並擁有多種健身器材，住戶可一邊享用室內健身設施，一邊飽覽綠意盎然的園林景致，時刻煥發身心。此外，會所特設嶄新室內單車設備的「無限璇速」，並附有大型顯示螢幕，配合有強勁的音樂節拍。會所另設有多用途室，舒展身心；亦設多用途運動場館－「海量運動場」，可作羽毛球場、籃球場及/或其他用途。另外，更衣室內設桑拿房和蒸汽室。

#### 兒童專屬天地
「Club ASEA」更專設兒童專屬天地，設有「暢閱閣」，提供一個恬靜放鬆的空間，讓住戶和小朋友於優雅的環境細心閱讀。此外，室內的「童彩樂園」連接戶外綠意環繞的「雲彩樂園」。「童彩樂園」設不同種類的玩樂區域，亦備滑梯供小朋友盡情遊戲；更可穿梭翠綠開揚的「雲彩樂園」玩樂探索，「雲彩樂園」特設廣受小朋友歡迎的大型攀爬活動設備，滿足不同小朋友的興趣。同時亦設「趣味工作坊」，備有罕見的兒童烹飪區域，讓小朋友發揮創意煮食和做小手作。

### 停車場
晉海兩期住戶共用同一停車場，場內共設432個業主車位、3個傷殘人士車位及21個訪客位，車位與住宅比例約為1：5。截止2021年4月，發展商已向業主售出300多個車位，售價由191萬起。

### 日出康城私人園林公園
另外，日出康城區內設多個只供日出康城住客使用的康樂設施，包括面積達20萬平方呎、由國際著名園林設計師貝爾高林設計的日出公園，以及動感公園，使區內私人綠化面積達100萬平方呎。

## 銷售情況
2011年3月，港鐵表示第4期將於2012年第一季招標。但在2012年的年報表示，第4期延遲於2014年招標，最快2020年落成。2014年3月，有消息人士透露，該項目實際上位於日出康城較南位置，與二期屋苑領都、領峯及領凱接近，地盤面積約14萬方呎，發展模式由原本三幢住宅（即原稱第4期的第5期），改為四幢約42層至55層住宅，提供1,600伙，預計2019年落成。有居民批評港鐵的規劃改動重大，完全沒有經過任何公眾諮詢，不符合公眾的合理期望。同時亦顯示港鐵上蓋物業規劃制度不透明，公開的資料只有一堆數字。上蓋物業建築物位置、佈局同規劃資料等資料，公眾無法得悉。
項目於2014年4月28日截標時，只接獲三份標書，分別來自長實、恒基地產和新鴻基地產，為全個項目推出以來入標反應最差的一次。一日後，港鐵公佈第4期發展項目合約由新鴻基地產附屬公司「寶殷有限公司」投得，預計總投資額約90億元。根據協議，中標的新地須首先支付入場費2.9億元，以及全數27.1億元的補地價費用。以該期樓面約131.6萬多方呎計，每呎樓面補價約2,059元；即使連同發展商要支付港鐵的入場費約2.9億元計，即對發展商而言，其地價成本約30億元，每呎樓面地價微升至約2,279元，而物業出售所得的售樓收益，則由發展商自行提出給予港鐵的分紅比例。
同年6月起，第4期地盤開始進行砍樹等前期工程。2017年3月，此項目已開展上蓋工程，並已建約五分之一。同年5月，新鸿基地產申請預售，同年6月項目餘下部分（4B期，1132伙）亦已申售，預計入伙日期遲4A期2個月。
無綫藝人陳展鵬是業主之一，他在17年曾豪氣地斥1,280萬買入一個700呎的單位。至於姚子羚則以930萬元購入同屋苑623呎的單位。無綫藝人樊亦敏、港姐王卓淇亦購入單位。資深投資者兼補習天王吳賢德（Arthur Kho）與相關人士斥逾2,205萬購入2伙701平方呎3房。

## 建造圖像

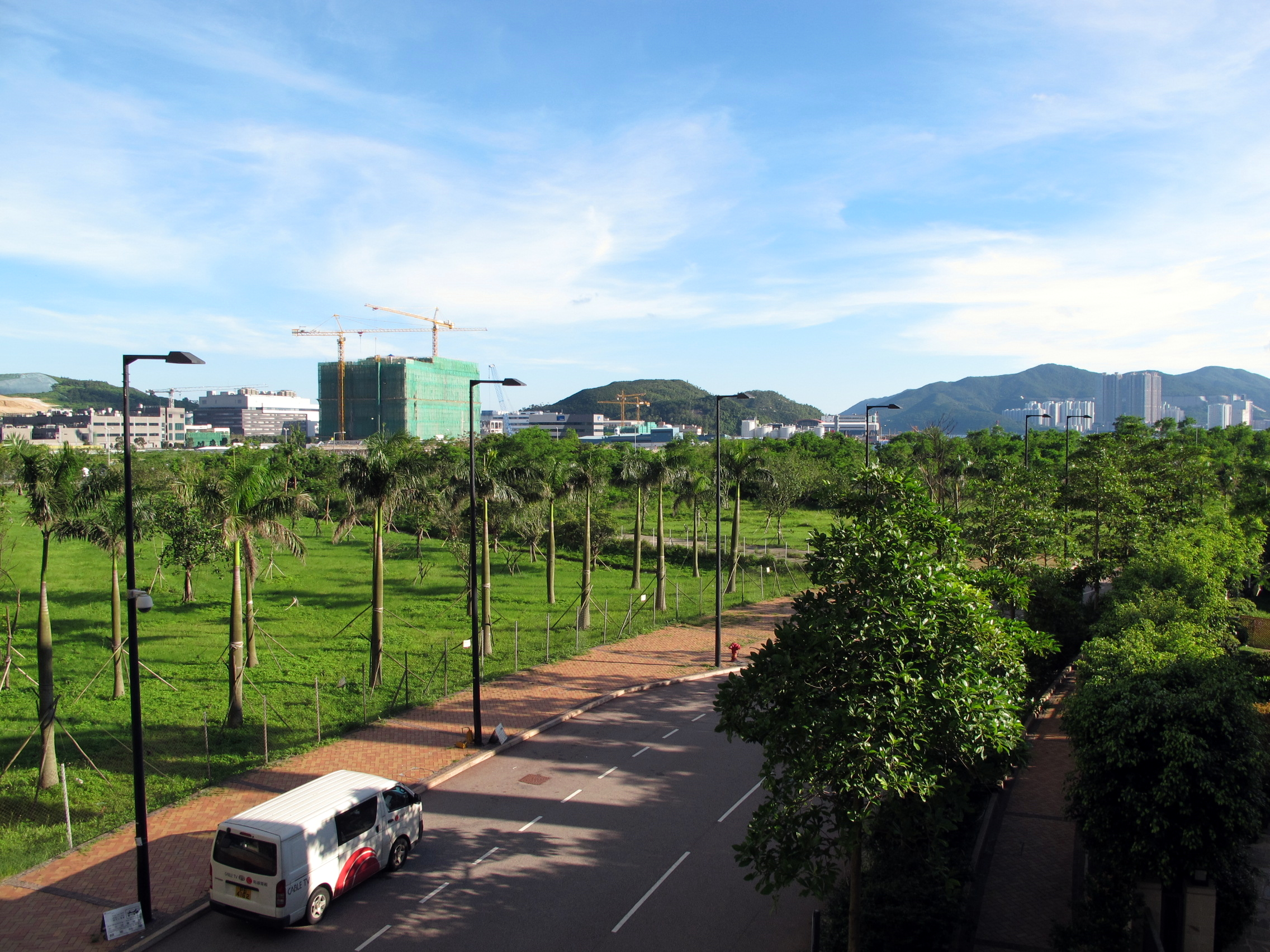
2013年5月
2016年9月
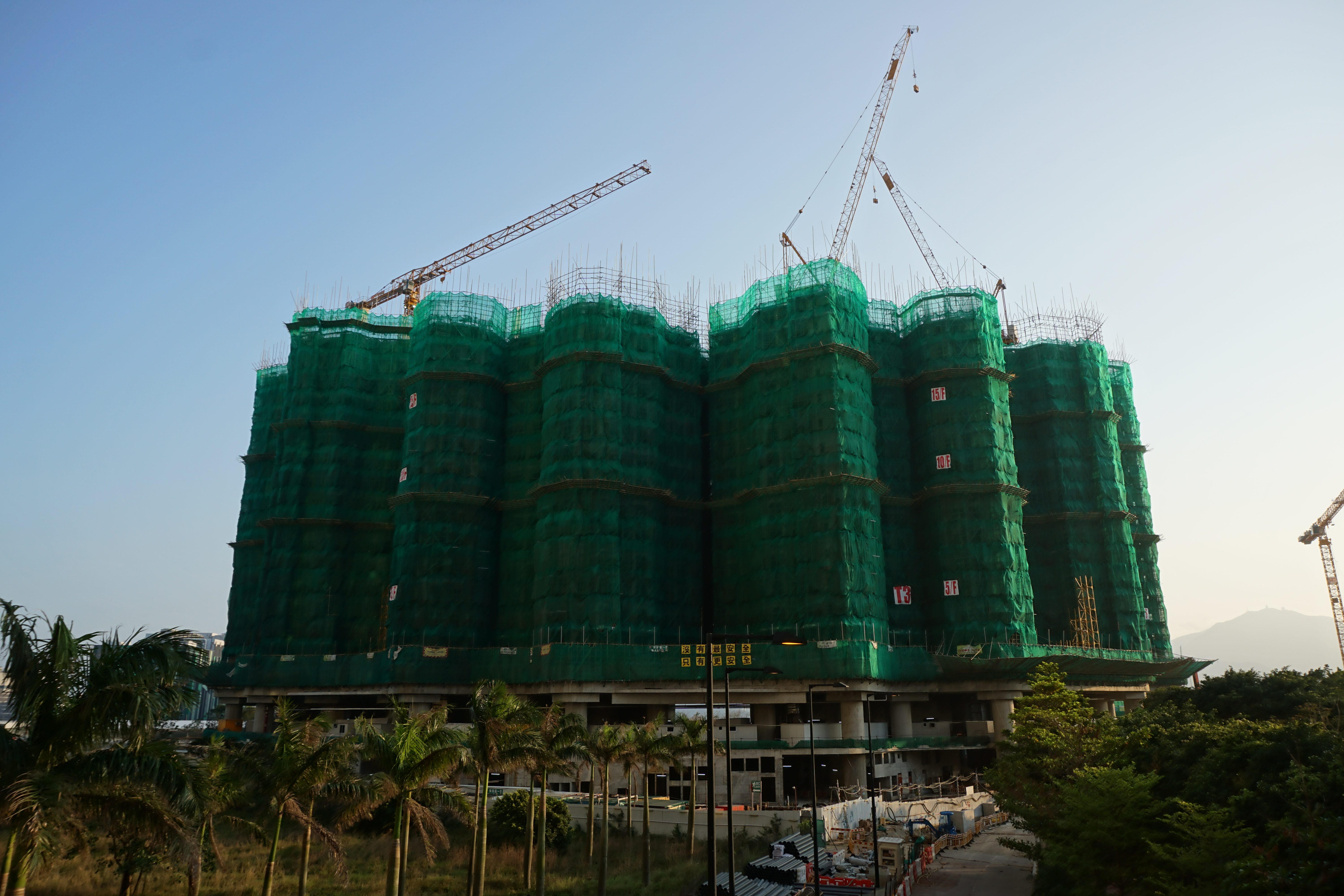
2017年4月
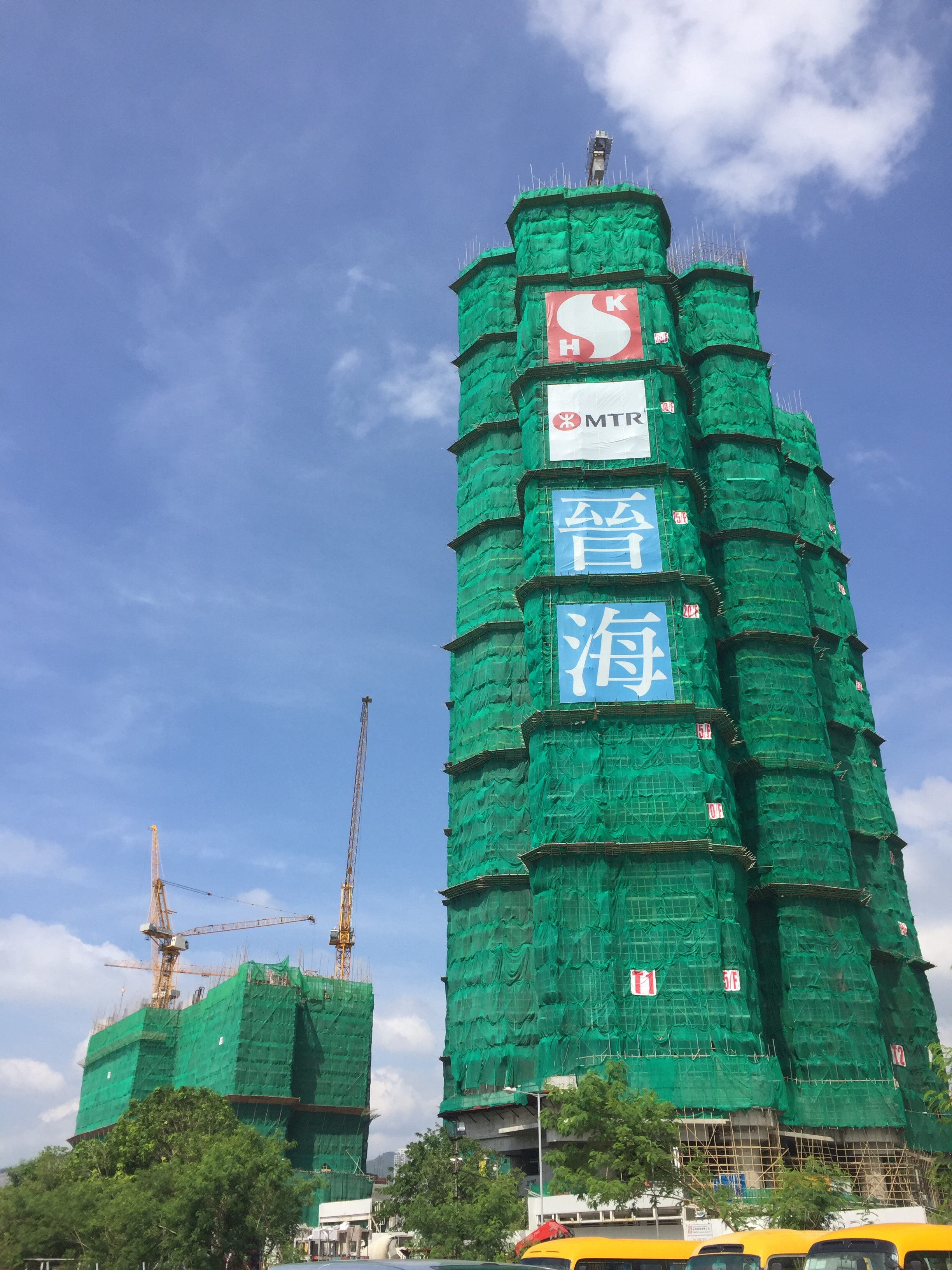
日出康城第4期與第6期住宅LP6接近
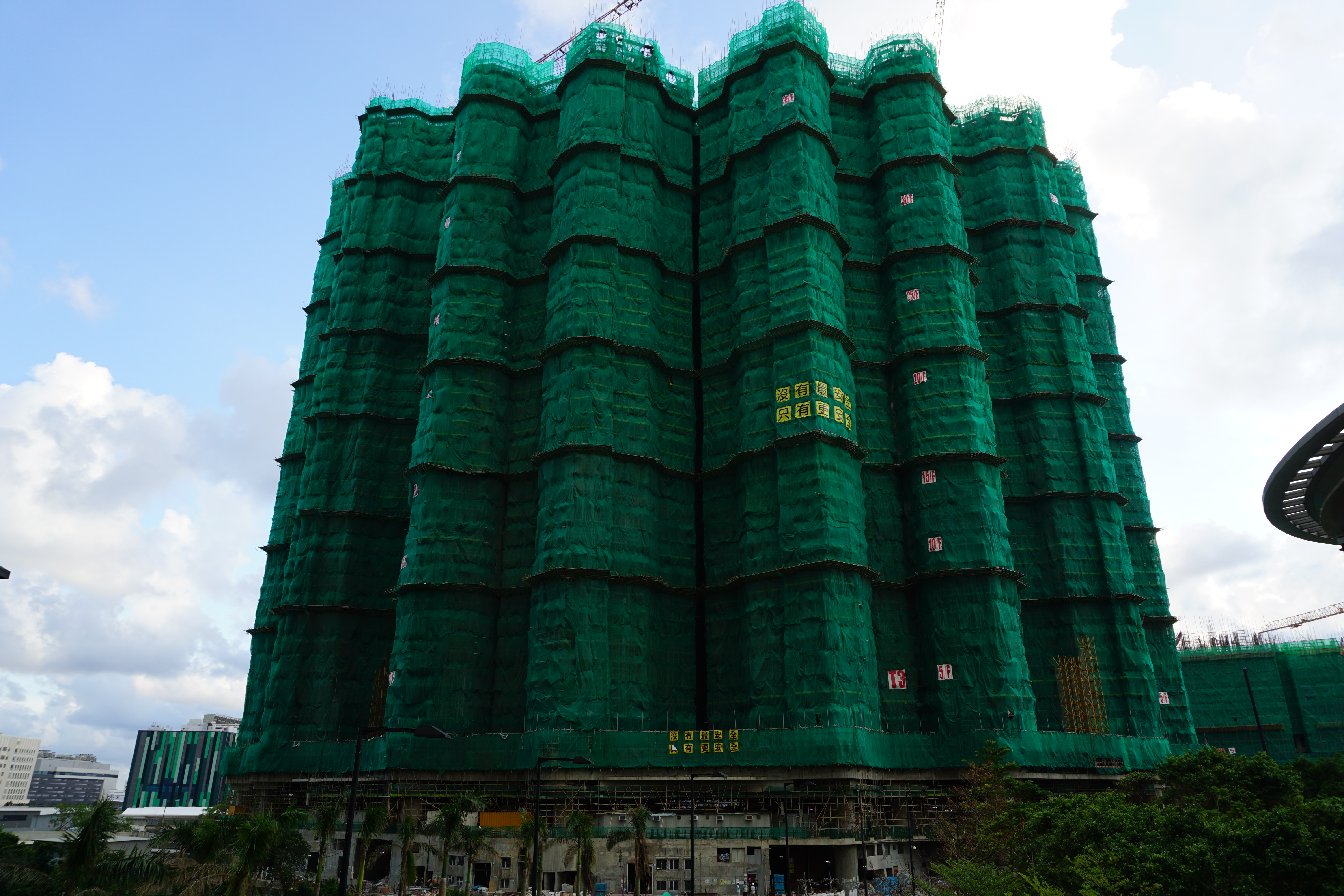
2017年10月
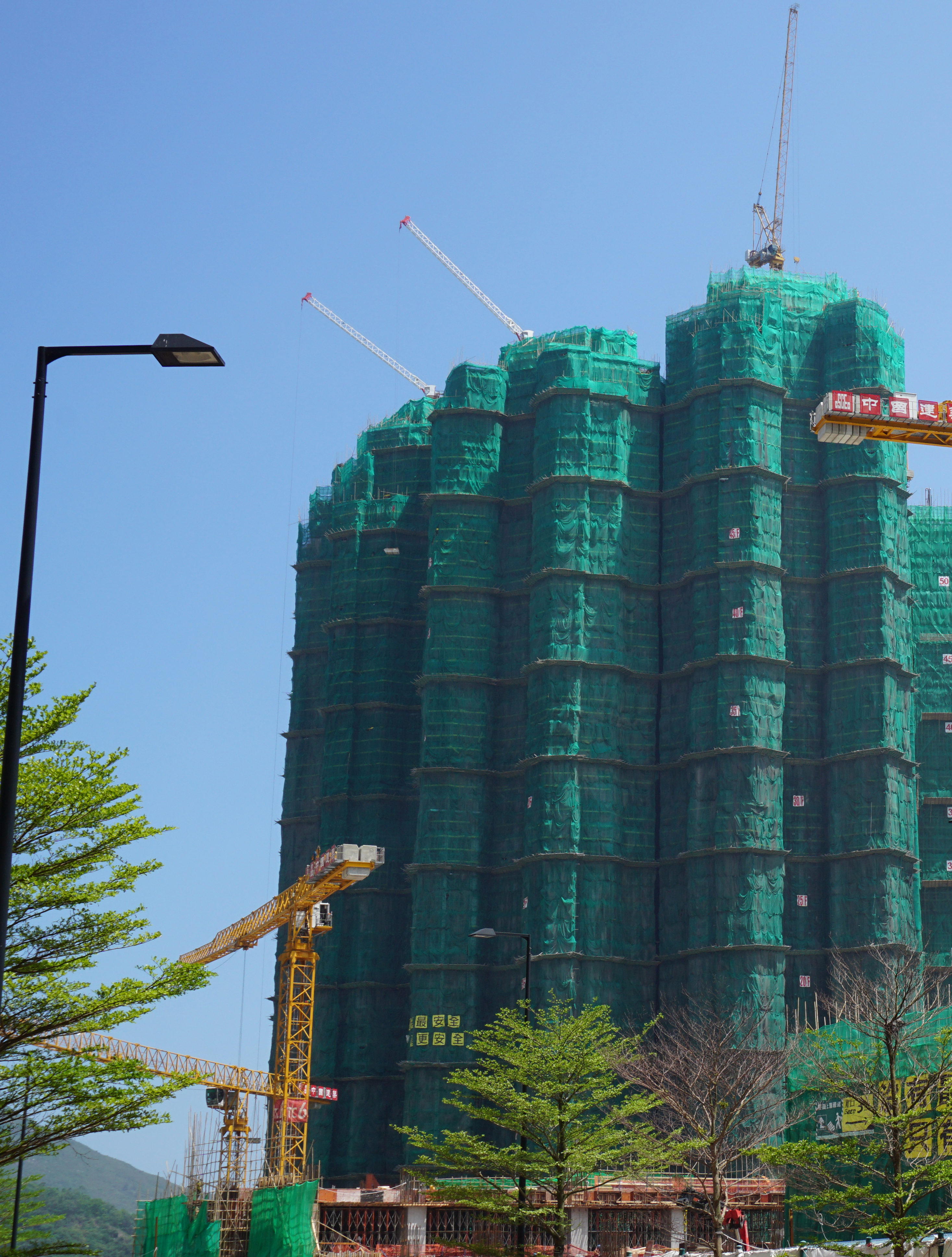
2018年5月
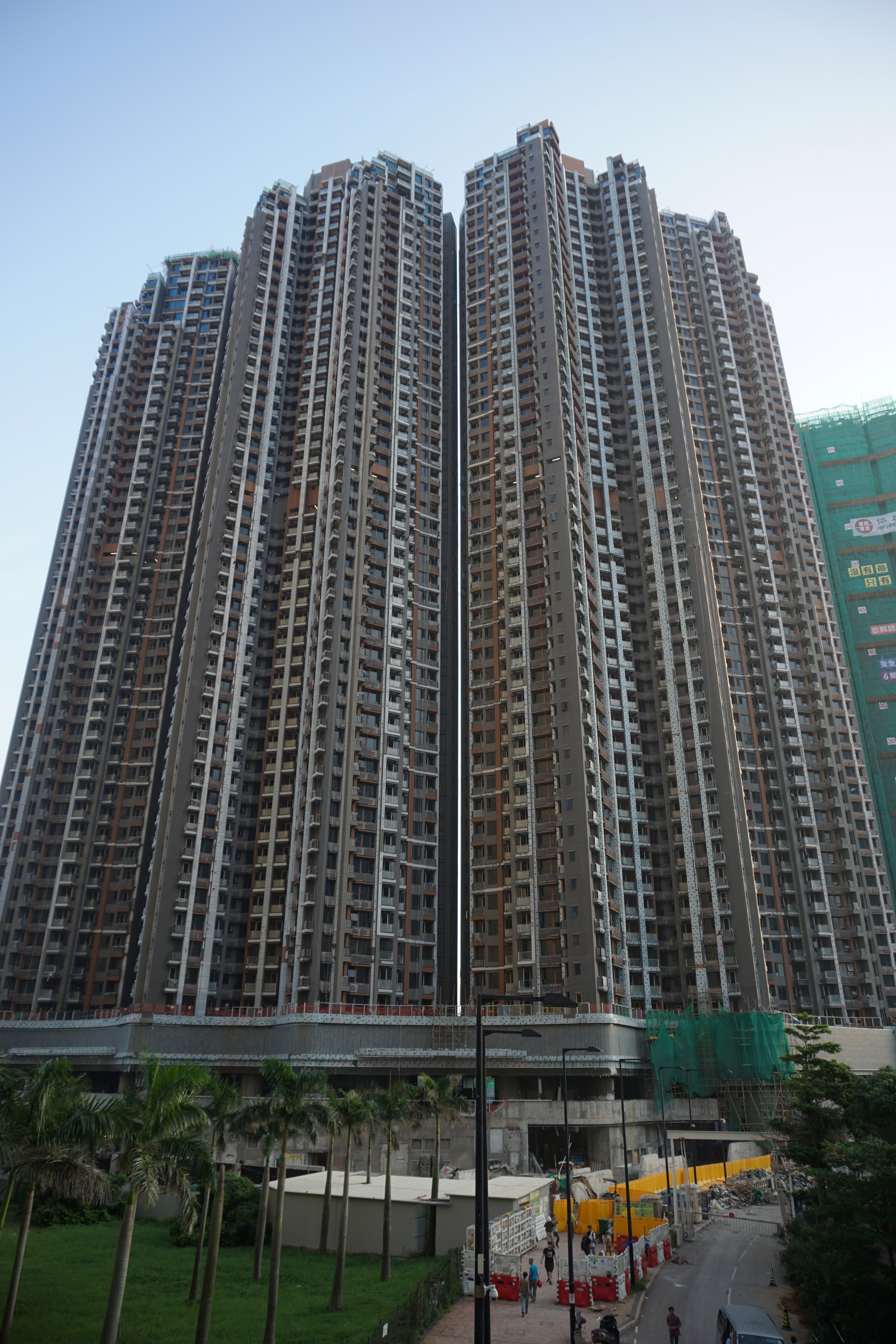
2018年

## 鄰近地方
- 擬建東華三院黃鳳翎中學及東華三院高可寧紀念小學
- 日出公園
- 港鐵康城站
- 康城站公共運輸交匯處
- The LOHAS 康城
- 峻瀅
- 康城路
- 日出大道
- 將軍澳南海濱長廊
- 將軍澳工業邨
- 百勝角
- 將軍澳跨灣連接路
- 釣魚翁

## 外部連結
- 晉海 （页面存档备份，存于）